# 陽朔
陽朔（ようさく）は、中国、前漢の成帝劉驁の治世に行われた3番目の年号。
紀元前24年 - 紀元前21年。

## 西暦との対照表
| 陽朔 | 元年   | 2年    | 3年    | 4年    |
| 西暦 | 前24年 | 前23年 | 前22年 | 前21年 |
| 干支 | 丁酉   | 戊戌   | 己亥   | 庚子   |